# 篠民三
篠 民三（しの たみぞう、1843年5月（天保14年4月）- 1910年（明治43年）8月28日）は、明治期の漁業家、実業家、政治家。衆議院議員。

## 経歴
陸奥国閉伊郡浦鍬ヶ崎村（岩手県閉伊郡浦鍬ヶ崎村、東閉伊郡浦鍬ヶ崎村、鍬ヶ崎町、下閉伊郡鍬ヶ崎町、宮古町を経て現宮古市鍬ヶ崎）で、徳三郎の長男として生まれた。独学で学問を修めた。
1878年（明治11年）汽船を用いて天然氷40トンを初めて東北から東京へ輸送することに成功。1880年（明治13年）閉伊川沿岸埋立工事を計画し、3年間の工期で切通しを開削して交通の利便性を向上させた。1882年（明治15年）宮古湾漁業会社を設立して、鮭建網、鮭留網の新漁場を開いた。
政界では、鍬ヶ崎町会議員、下閉伊郡会議員、同議長を務め、岩手県会議員に2期在任した。
1894年（明治27年）3月、第3回衆議院議員総選挙（岩手県第2区、国民協会）で落選。小田為綱の死去に伴い、1901年（明治34年）5月に実施された第6回総選挙岩手県第2区補欠選挙で当選したが、1902年（明治35年）1月22日に当選無効となり議員を退職した。